# طبقه‌بندی بهره هوشی

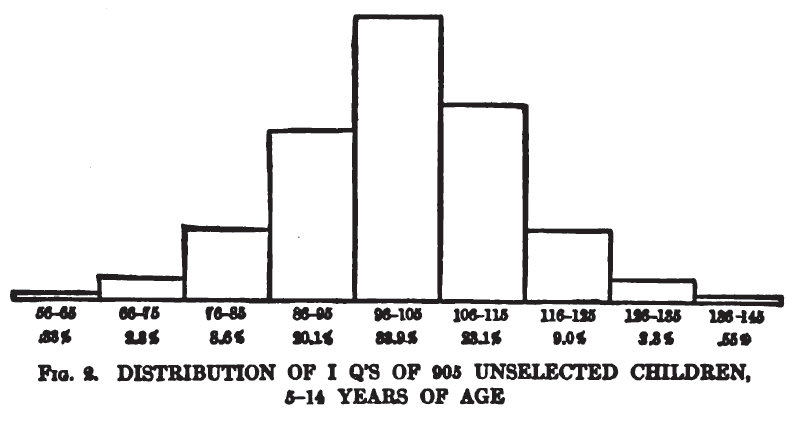
نمودار توزیع بهره هوشی ۹۰۵ کودک، آزمایش شده در سال ۱۹۱۶، آزمون استنفورد–بینه

طبقه‌بندی بهرهٔ هوشی عمل دسته‌بندی نتایج آزمون بهرهٔ هوشی در دسته‌های مجزا به‌طور مثال «تیزهوش» یا «متوسط» است.
حتی قبل از اختراع آزمون بهرهٔ هوشی یا IQ، تلاش برای طبقه‌بندی افراد بر اساس هوش آن‌ها انجام می‌شد.
| محدودهٔ بهرهٔ هوشی | طبقه‌بندی بهرهٔ هوشی |
| ---------------- | ------------------ |
| ۱۳۰ و بالاتر     | بسیار برتر         |
| ۱۲۰–۱۲۹          | برتر               |
| ۱۱۰–۱۲۰          | باهوش              |
| ۹۰–۱۰۹           | متوسط              |
| ۸۰–۸۹            | پایین‌تر از متوسط   |
| ۷۰–۷۹            | مرزی               |
| ۶۹ و زیر         | بسیار کم           |

| محدودهٔ بهرهٔ هوشی | طبقه‌بندی بهرهٔ هوشی                |
| ---------------- | --------------------------------- |
| ۱۴۵–۱۶۰          | بسیار با استعداد یا بسیار پیشرفته |
| ۱۳۰–۱۴۴          | با استعداد یا پیشرفته             |
| ۱۲۰–۱۲۹          | برتر                              |
| ۱۱۰–۱۱۹          | باهوش                             |
| ۹۰–۱۰۹           | متوسط                             |
| ۸۰–۸۹            | پایین‌تر از متوسط                  |
| ۷۰–۷۹            | مرزی                              |
| ۵۵–۶۹            | با اختلال خفیف                    |
| ۴۰–۵۴            | اختلال زیاد                       |

| محدودهٔ بهرهٔ هوشی | طبقه‌بندی بهرهٔ هوشی |
| ---------------- | ------------------ |
| ۱۳۱ و بالاتر     | بسیار برتر         |
| ۱۲۱ تا ۱۳۰       | برتر               |
| ۱۱۱–۱۲۰          | باهوش              |
| ۹۰ تا ۱۱۰        | متوسط              |
| ۸۰ تا ۸۹         | پایین‌تر از متوسط   |
| ۷۰ تا ۷۹         | کم                 |
| ۶۹ و کمتر        | بسیارکم            |